# 團契基金會
團契基金會，內部稱之為「家庭」，過去曾以「國際基督教領袖」作為組織名稱，是成立於1935年，總部設在美國的宗教和政治組織，並在華府展現政治影響力，但資金卻是保持神秘，並避免宣傳，成員也必須誓言保密。該基金會已故的的前領導人道格拉斯·柯，將原本公開的組織轉入地下化，更加堅實隱密。團契基金會每年唯一的一場公開活動，就是在每年二月第一週的星期四舉行的國家祈禱早餐會，在華盛頓特區的希爾頓飯店舉行，這個活動是自艾森豪任職美國總統以來，每位美國總統在任期內都會參加至少一次國家祈禱早餐會。此外，該組織的參與者包括美國高級政府官員、企業高管、宗教和人道主義援助組織的負責人，以及來自世界各地的大使和高層政治人物，許多美國參議員和眾議員甚至公開承認與該基金會合作，該基金會甚至可影響立法。

## 参見
- 秘權之家
- 深層政府
- 共濟會

## 外部連結
- 官方网站
- (audio and transcript), Democracy Now, August 12, 2009  [2020-10-03], （原始内容存档于2020-11-09）
- Lerer, Lisa, , Politico, July 20, 2009  [2020-10-03], （原始内容存档于2015-09-21）.
- Why the Christian Right has embraced Putin （页面存档备份，存于）, New York Post
- 互联网电影数据库（IMDb）上《The FamilyDocumentary TV Series》的资料（英文）